# Forest Buffen Harkness Brown
Forest Buffen Harkness Brown, öfter Forest B. H. Brown (* 1873 in Rushville (New York); † 1954 in Ohio) war ein US-amerikanischer Botaniker mit den Spezialgebieten Gefäßsporenpflanzen und Samenpflanzen.
Sein botanisches Autorenkürzel lautet „F.Br.“.

## Leben
Brown besuchte das College in Ypsilanti (Michigan) und studierte anschließend ab 1902 an der University of Michigan Forstwirtschaft, Botanik und Ökologie. Er schloss 1903 mit den Graden Bachelor of Arts und M.S. ab. Bereits früh befasste er sich mit der Verteilung von Pflanzen im Überschwemmungsgebiet des Huron River bei Ypsilanti.
Er arbeitete zunächst in Oklahoma für den United States Forest Service, wurde dann Professor für Botanik an der Ohio State University. wo er 1911–1916 auch Leiter des botanischen Gartens war. 1918 erwarb er den Ph.D. und wurde Fellow der Yale University. Am 20. August desselben Jahres heiratete er die Biologin Elizabeth Dorothy Wuist, mit der zusammen er 1920 an das Bernice P. Bishop Museum, Honolulu, ging und dann bis Ende 1922 an der Bayard Dominick Expedition des Bishop Museums teilnahm. Im Rahmen dieser Mission, die ethnologische, archäologische und botanische Feldforschungen im pazifischen Raum betrieb, wirkten mehrere Teams, darunter der Ethnologe Edward S. Handy. Das Ehepaar besuchte dabei die Marquesas, der Tuamotu-Archipel und Neuseeland und brachte 9000 getrocknete Pflanzen und 120 Holzmuster zurück.

## Werke (Auswahl, chronologisch)
- A botanical survey of the Huron River Valley. Artikel, 1905

- Starch Reserve in Relation to the Production of Sugar, Flowers, Leaves, and Seed in Birch and Maple. The Ohio Naturalist (Schriften des Biological Club of the Ohio State University), 1914.

- The Secondary Xylem of Hawaiian Trees. Bishop Museum Press, Honolulu 1922.

- Flora of Southeastern Polynesia. Bishop Museum Press, Honolulu 1931–35. (3 Bände)

## Rezeption und Nachwirkung
Thor Heyerdahl hatte vor dem Aufbruch zu seiner ersten Expedition Browns dreibändige Flora von Südost-Polynesien eigentlich bloß studiert, um für sein Experiment Inseln mit genügend essbaren Pflanzen zu finden. Erst auf Fatu Hiva wurde ihm 1937 bewusst, dass Brown einen entscheidenden Anstoß für die Entwicklung von Heyerdahls eigener Theorie bot, die später durch die Expedition Kon-Tiki (1947) Browns Annahme aus den 1930ern plausibel machte. Heyerdahl bezog sich explizit auf die Annahmen von Brown. Die wissenschaftliche Akzeptanz erlebte Brown nicht mehr.